# Monnaies cantonales suisses
Les monnaies cantonales suisses sont les pièces de monnaie ayant circulé sur le territoire suisse actuel et ayant été frappées par les autorités cantonales, communales ou locales, avant l'unité monétaire officielle de la Confédération suisse en 1850, et l'établissement du franc suisse, comme moyen de paiement ayant cours légal.
Les cantons actuels ont la possibilité de frapper des monnaies commémoratives.

## Histoire monétaire
Avant la création de l'État fédéral en 1848 et la loi fédérale de 1850, il n'y a pas d'unité monétaire en Suisse. Une seule exception, la période de la République helvétique qui va de 1798 à 1803, et qui voit l'apparition du « franc de Suisse », calqué sur le franc révolutionnaire français.
Depuis le XIIIe siècle, le droit de frapper la monnaie est une prérogatives des cantons, demi-cantons, communes et diverses autorités locales, qui possèdent pour la plupart, un atelier monétaire. De nombreuses pièces étrangères circulaient également, elles étaient utilisées, dans le cadre des échanges et transactions, à plus de 80 %. Le nombre des différents types de monnaies circulant à cette époque sur le territoire suisse est estimé à environ 860, chiffre qui donne une idée du degré de complexité, en matière de change, qui occurre lors des échanges intercantonaux et internationaux. Toutefois, à partir de la fin du XVe siècle, le thaler va demeurer un référent monétaire jusqu'à la fin du XVIIIe siècle,.
En 1838, l’Encyclopédie du dix-neuvième siècle d'Ange de Saint-Priest résume la situation :
« Les batz n'ont pas la même valeur dans tous les cantons de la Suisse et en général ne sont pas reçus dans les cantons voisins de ceux où ils ont été frappés. Les voyageurs sont donc forcés de changer continuellement leurs espèces, souvent avec une forte perte. Les batz de Bâle, de Schaffhouse, de Saint-Gall sont les meilleurs de tous ; ceux de Berne, de Fribourg et de Lucerne sont les plus faibles de titre ; neuf des premiers valent dix des autres. Il est au reste facile de les distinguer, car ils portent tous les armoiries des cantons qui les ont émis. »

## Frappes monétaires par canton
Monnaie du canton d'Appenzell
 Monnaie du canton d'Argovie
 Monnaie du canton de Bâle
 Monnaie du canton de Berne
 Monnaie du canton de Fribourg
 Monnaie du canton de Genève
 Monnaie du canton de Glaris
 Monnaie du canton des Grisons
 Monnaie du canton du Jura
 Monnaie du canton de Lucerne
 Monnaie du canton de Neuchâtel
 Monnaie du canton d'Obwald
 Monnaie du canton de Schaffhouse
 Monnaie du canton de Saint-Gall
 Monnaie du canton de Schwyz
 Monnaie du canton de Soleure
 Monnaie du canton du Tessin
 Monnaie du canton de Thurgovie
 Monnaie du canton d'Unterwald
 Monnaie du canton d'Uri
 Monnaie du canton du Valais
 Monnaie du canton de Vaud
 Monnaie du canton de Zug
 Monnaie du canton de Zürich